# سميكة منه (أغنية KSI)
" Thick of It " هي أغنية لشخصية الإنترنت الإنجليزية والموسيقي KSI بالتعاون مع مغني الراب والفنان الأمريكي Trippie Redd. وهذا التعاون الثاني بينهما وتم إصدار أغنية "Thick of It" للتنزيل الرقمي والبث عبر Warner Music Group وAtlantic Records في 3 أكتوبر 2024 إلى جانب أغنية "Low". 
تلقت الأغنية سخرية ساحقة من الجمهور وانتقادات سلبية قوية لكنها مع ذلك لا تزال ناجحة حيث وصلت إلى المرتبة 6 على مخطط الأغاني الفردية في المملكة المتحدة والرقم 64 على قائمة Billboard Hot 100 الأمريكية.   وتم إصدار ريمكس يضم زميله المغني الراب الأمريكي NLE Choppa لاحقاً. تجمع أغنية "Thick Of It" بين موسيقى التراب وموسيقى البوب العاطفية وموسيقى البوب الراب، وكانت مستوحاة من ردود الفعل العنيفة والقوية الأخيرة تجاه KSI وLunchly والجدل الدائر حولهما. تم ترشيح أغنية "Thick of It" لجائزة أغنية العام في حفل توزيع جوائز BRIT لعام 2025 في 23 يناير2025. 

## الخلفية والإنتاج
تم إنتاج الأغنية بواسطة ران مايكل دجان جونيو، وهي عينة من أغنية " Snow (Hey Oh) " لفرقة Red Hot Chili Peppers. كان هذا هو التعاون الثاني بين KSI وTrippie Redd، وتم تسجيله وإصداره أثناء تطوي ألبوم KSI الثالث. 

## التأليف والتفسير الغنائي
استندت الأغنية على رد الفعل العنيف الذي تعرضت له KSI مؤخرًا. وُصفت الأغنية بأنها من نوع الفخ والبوب العاطفي / الراب البوب.  في مقابلة مع Clash، وصف KSI الأغنية بأنها تتحدث عن "حياتي، وما يحدث، وأين أنا وأين أريد أن أذهب"، من أجل " إطلاع المستمعين على كل ما يحدث".  الأغنية مكتوبة بمفتاح سي الصغير، بإيقاع 146 نبضة في الدقيقة.